# Dhanura (Raj), Basavakalyan
Dhanura (Raj) là một làng thuộc tehsil Basavakalyan, huyện Bidar, bang Karnataka, Ấn Độ.